# Eurico Guterres

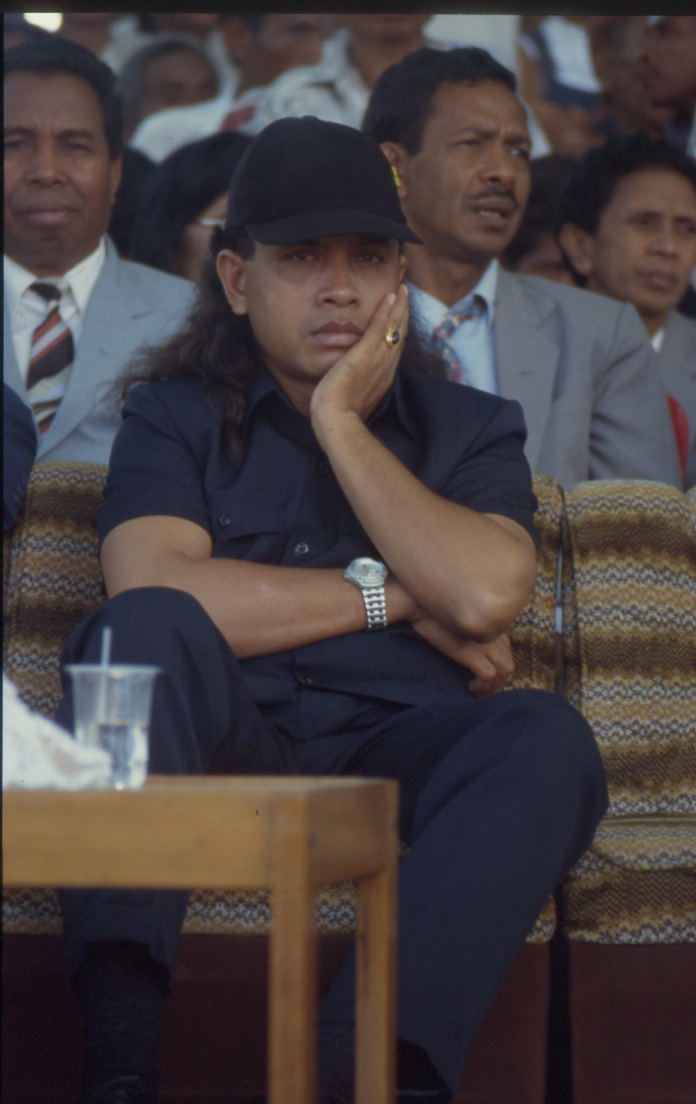
Eurico Guterres (1999)

Eurico Guterres (Leça (Portugees Timor), 1971) was een Oost-Timorees militieleider in de periode voorafgaande aan de onafhankelijkheid van het land.
Guterres was leider van de grootste pro-Indonesische eenheid: de Aitarak-militie. In 1999, toen de nieuwe president van Indonesië Habibie had ingestemd met een referendum over de toekomst van Oost-Timor, trokken pro-Indonesische milities moordend en brandstichtend over het eiland om de bevolking te intimideren. Desondanks kozen de Oost-Timorezen op 30 augustus 1999 in overgrote meerderheid voor onafhankelijkheid.
Direct na het referendum trokken milities, gedekt door het Indonesische leger, dood en verderf zaaiend over het eiland. De bevolking vluchtte de bergen in. De Veiligheidsraad van de Verenigde Naties besloot op 15 september tot het sturen van een vredesmacht. Deze herstelde onder leiding van Australische troepen in oktober de rust. De milities vluchtten naar West-Timor, dat deel bleef van Indonesië.
In september 2000 joegen Guterres en zijn mannen twee functionarissen van de VN op de vlucht, die onderzoek deden naar de moord in 1999 op drie hulpverleners van het Hoog Commissariaat voor de Vluchtelingen. Voor dit geweld tegen VN'ers werd Guturres veroordeeld tot zes maanden gevangenisstraf. Deze straf leidde tot verontwaardigde reacties bij de VN en bij vele regeringen en particulieren.
Onder druk van de internationale opinie richtte president Abdurrahman Wahid een speciale rechtbank op om de misdrijven rond het referendum in najaar 1999 te berechten. De toenmalige gouverneur van Oost-Timor Abilio Soares werd op 14 augustus 2002 tot drie jaar veroordeeld, Guterres op 27 november 2002 tot tien jaar. Beiden mochten in vrijheid hun hoger beroep afwachten.
Beide veroordeelden waren geboren Timorezen. De gedaagden van Indonesische geboorte werden allen vrijgesproken. Onder hen was de bevelhebber van de strijdkrachten Endar Priyanto en andere hoge militairen. Ook de burgemeester van Dili Leonita Martins ging vrijuit.
Ex-gouverneur Soares werd in 2004 in hoger beroep vrijgesproken, maar het vonnis tegen Guterres werd in 2006 door het Hooggerechtshof bevestigd. Als enige van de achttien gedaagden verdween hij in de gevangenis. Op 4 april 2008 herzag het Hooggerechtshof het vonnis. Het Hof was nu van mening, dat Guterres had gehandeld in opdracht van Soares en daarom vrijuit ging. Hij kwam enkele dagen later vrij.